# Stellvertretung (Deutschland)
Stellvertretung (häufig kurz: Vertretung) bedeutet im Zivilrecht das rechtsgeschäftliche Handeln einer Person, die als Vertreter für eine andere Person, den Vertretenen, nach den §§ 164 ff. des Bürgerlichen Gesetzbuchs (BGB) tätig ist. Da § 164 Abs. 1 BGB anordnet, dass eine vom Vertreter abgegebene Willenserklärung unmittelbar für den Vertretenen wirkt, tritt die Rechtsfolge eines Vertragsschlusses somit unmittelbar beim Vertretenen ein (sogenannte unmittelbare (Stell-)Vertretung). Eine wirksame Stellvertretung erfordert, dass der Vertreter vom Vertretenen zur Vornahme der rechtsverbindlichen Handlung gegenüber Dritten bevollmächtigt wurde.
Erforderlich ist die Stellvertretung in den Fällen, in denen der Vertretene entweder nicht in der Lage oder nicht willens ist, sich selbst rechtsgeschäftlich zu betätigen. Die Gründe dafür können rechtlicher Natur sein, z. B. aufgrund Geschäftsunfähigkeit des minderjährigen Kindes, das von seinem gesetzlichen Vertreter (Eltern) gemäß § 1629 I iVm § 1626 BGB vertreten wird oder aufgrund tatsächlicher Umstände des täglichen Geschäftsverkehrs, beispielsweise aufgrund arbeitsteiliger Betriebsorganisation, bei der ein Arbeitnehmer bevollmächtigt wird, Geschäfte für seinen Arbeitgeber zu tätigen, genauso bei fehlender Sachkunde des Vertretenen, der sich als juristischer Laie in einem Prozess beim Abschluss eines Vergleichs durch einen Rechtsanwalt vertreten lässt.

## Rechtsdogmatische Herleitung
Die heute herrschende Meinung gründet das Rechtsinstitut der Stellvertretung auf dem sogenannten Repräsentationsprinzip, wonach bei rechtsgeschäftlichen Handlungen dem Grunde nach allein auf Handeln und Wissen des Stellvertreters abgestellt wird, der seinen Geschäftsherrn sowohl im Willen als auch in der Erklärung repräsentiert (§ 166 Abs. 2 BGB). Der Vertreter gibt eine fremdwirkende Erklärung für den Vertretenen ab, der selbst nicht aktiv „handelnd“ am Rechtsverkehr teilnimmt. Den Vertretenen treffen lediglich die Rechtswirkungen des Geschäfts. Die Gegenansicht findet sich in der sogenannten Geschäftsherrntheorie, die ihrerseits besagt, dass nur der Vertretene einen rechtsgeschäftlichen Willen bildet und als rechtsgeschäftlich Handelnder zu betrachten ist, während der Vertreter nur als Mittler auftritt.

## Voraussetzungen einer wirksamen Stellvertretung

### Zulässigkeit der Stellvertretung
Grundsätzlich ist die Stellvertretung bei jeder rechtsgeschäftlichen Handlung zulässig. Ausnahmen dieses Grundsatzes finden sich lediglich bei höchstpersönlichen Rechtsgeschäften. Das betrifft beispielsweise die Eheschließung, § 1311 S. 1 BGB oder das Testament, § 1937 BGB. Analog gilt dies für rechtsgeschäftsähnliche Handlungen, wie die Mahnung.

### Eigene Willenserklärung des Vertreters
Der sogenannte Geschäftsherr, den die Rechtsfolgen des Geschäfts treffen, nimmt keine eigene rechtsgeschäftliche Handlung vor, stattdessen gibt sein Vertreter eine eigene Willenserklärung ab, d. h., er bildet den Geschäftwillen selbst und äußert diesen in Form einer Willenserklärung. Wird dagegen eine fremde Willenserklärung abgegeben, so liegt keine Stellvertretung, sondern Botenschaft vor. Da die Folgen der vorgenommenen Handlung den Vertretenen und nicht den Vertreter treffen, genügt es, wenn letzterer beschränkt geschäftsfähig ist (§ 165 BGB); ein Geschäftsunfähiger kann hingegen nicht selbst rechtsgeschäftlich handeln, mithin kann er auch kein Vertreter sein.
Gibt der Vertreter eine Willenserklärung ab, spricht man von aktiver Stellvertretung (§ 164 I 1 BGB); nimmt er eine solche von einem Dritten entgegen, von passiver Stellvertretung (§ 164 III BGB).
Kommt es für das vom Vertreter vorgenommene Rechtsgeschäft entscheidend auf die Kenntnis bestimmter Umstände an, so muss grundsätzlich auf die Kenntnis des Vertreters abgestellt werden. Man spricht von Wissenszurechnung (§ 166 I BGB), da eben jenes Wissen, das der Vertreter von den relevanten Umständen hat, dem Vertretenen zugerechnet wird. Das Gesetz kennt jedoch eine Ausnahme von diesem Grundsatz (§ 166 II 1 BGB): Handelt der Vertreter aufgrund einer bestimmten Weisung des Geschäftsherrn, so ist die Kenntnis des Vertretenen maßgeblich.

### Offenkundigkeit der Vertretung
Der Vertreter handelt in fremdem Namen, nämlich im Namen des Vertretenen. Dass sein Handeln fremdbezogen ist, muss zum Schutz des Geschäftspartners, also des Dritten, offenkundig sein. Es ist jedoch nicht erforderlich, dass die Fremdbezogenheit ausdrücklich erklärt wird, sofern sich dies konkludent aus den Umständen ergibt (§ 164 I 2 BGB). Dieses sogenannte Offenkundigkeitsprinzip dient neben dem Schutz des Geschäftspartners ebenfalls dem allgemeinen Interesse des Rechtsverkehrs an Rechtsklarheit innerhalb der Vertragsverhältnisse. Zu beurteilen ist die Offenkundigkeit durch Auslegung des Rechtsgeschäfts anhand des (objektiven) Empfängerhorizontes: Entscheidend ist allein, wie ein objektiver Dritter in der Rolle des Erklärungsempfängers die Willenserklärung verstehen durfte.
Eine Ausnahme vom Offenkundigkeitsprinzip wird im Allgemeinen bei einem sogenannten „Geschäft für den, den es angeht“ gemacht. Es handelt sich um alltägliche Bargeldgeschäfte, die sofort abgewickelt werden und bei denen es dem Dritten deshalb gleich ist, wer sein Geschäftspartner wird.

### Vertretungsmacht
Des Weiteren muss der Vertreter im Rahmen der ihm erteilten Vertretungsmacht handeln.
Bei der Vertretungsmacht handelt es sich entweder um eine durch einseitiges Rechtsgeschäft erteilte sogenannte Vollmacht (§ 166 II 1 BGB) oder um eine gesetzlich eingeräumte Vertretungsmacht (bspw. der Eltern für ihr Kind, § 1629 I iVm § 1626 BGB; Betreuer für Menschen mit Behinderungen/psychischen oder physischen Krankheiten, die ihre eigenen Angelegenheiten nicht mehr selbst besorgen können, § 1902 BGB). Im letzteren Fall spricht man auch von einem gesetzlichen Vertreter des Kindes oder des Betreuten.
Juristische Personen und Gesamthandsgesellschaften sind als rein juristische Gebilde ebenfalls selbst nicht handlungsfähig und müssen dementsprechend stets durch eines ihrer Organe im Rechtsverkehr vertreten werden. Man spricht hier von organschaftlicher Vertretung. Die Frage, welches Organ bzw. welcher Gesellschafter zur Vertretung befugt ist, ist in diesen Fällen gesetzlich geregelt, so z. B. in § 26 I 2 BGB für den Verein.

#### Innen- und Außenverhältnis
Bei der Stellvertretung unterscheidet man zwischen dem sogenannten Innen- und dem Außenverhältnis.
Das Innenverhältnis (auch Grundverhältnis genannt) bezeichnet die Beziehung zwischen Vertreter und Vertretenem, während es sich bei dem Außenverhältnis um die Beziehung zwischen Vertreter und Geschäftspartner (dem „Dritten“) handelt.
Das Grundverhältnis und die Vollmacht sind zwei Rechtsgeschäfte, die nicht voneinander abhängen. Deshalb müssen sie voneinander getrennt betrachtet werden; sie sind in diesem Sinne „abstrakt“. So kann eine Vollmacht beispielsweise auch dann wirksam sein, wenn das ihr zugrunde liegende Vertragsverhältnis (etwa ein Arbeitsvertrag oder ein Auftrag) unwirksam ist oder wenn es erloschen ist. Die Vollmacht gilt dessen ungeachtet weiter, bis sie widerrufen worden ist. Über § 168 BGB wird allerdings ein Erlöschen der Vollmacht auch dann angenommen, wenn das Grundverhältnis durch Widerruf oder Kündigung (§ 671 BGB) erloschen ist. Die Vollmachtsurkunde muss dann nach § 175 BGB dem Vollmachtgeber zurückgegeben werden.

#### Erteilung
Die Vollmacht wird in Gestalt einer empfangsbedürftigen formfreien Willenserklärung erteilt; sie bedarf keiner Annahme.
Empfänger einer solchen Erklärung kann derjenige sein, der den Erklärenden vertreten soll (der Bevollmächtigte), oder derjenige Dritte, dem gegenüber die Vertretung stattfinden soll. Im ersten Fall spricht man von einer Innenvollmacht (§ 167 I Alt. 1 BGB) im letzteren von einer Außenvollmacht (§ 167 I Alt. 2 BGB).
Grundsätzlich ist die Erteilung der Vollmacht formlos; sie kann demnach auch durch schlüssiges Handeln (konkludent) erteilt werden. In Ausnahmefällen ist im Gesetz ausdrücklich eine besondere Form vorgeschrieben, so z. B. im Handelsrecht bei der Prokura, einer besonderen Vollmacht von Kaufleuten (§ 48 I HGB).
Irrt sich der Bevollmächtigende bei der Erteilung, so sind die allgemeinen Regeln bezüglich der Nichtigkeit und der Anfechtung anwendbar. Probleme ergeben sich, sofern von der Vollmacht bereits Gebrauch gemacht wurde. Streitig ist hier vor allem, ob eine Anfechtung überhaupt zulässig ist und wenn ja, ob diese ex-tunc- oder ex-nunc-Wirkung entfaltet und wer der richtige Anfechtungsgegner ist.

#### Wirkungsdauer/Rechtsscheinhaftung
Zugunsten eines schutzwürdigen Dritten finden sich einige Regelungen im  §§ 170 ff BGB, die unter bestimmten Voraussetzungen eine bereits erloschene Vollmacht fortwirken lassen, also eine Rechtsscheinhaftung normieren.
Wurde eine Außenvollmacht wirksam erteilt, so sind sowohl Einschränkungen und Abänderungen als auch das Erlöschen der Vollmacht dem Dritten gegenüber anzuzeigen. Geschieht dies nicht, so gilt ihm gegenüber die Vollmacht als fortbestehend (§ 170 BGB).
Gemäß § 171 BGB wird der Dritte ebenfalls in seinem Vertrauen auf den Bestand einer Vollmacht geschützt, wenn diese durch besondere Mitteilung den Dritten oder durch öffentliche Kundgabe an einen unbestimmten Personenkreis bekanntgegeben wurde. Hierbei wird anders als im Fall des § 170 BGB keine Wirksamkeit der Vollmacht vorausgesetzt.
Auch § 172 BGB bietet den Schutz der Rechtsscheinhaftung unter der Voraussetzung, dass eine bereits an den Vertreter ausgehändigte Vollmachtsurkunde dem Dritten vorgelegt wurde. Die Vollmacht erlischt erst mit Rückgabe der Urkunde an den Vollmachtgeber (§ 175 BGB) oder durch Kraftloserklärung der Urkunde (§ 176 BGB), gleichzeitig endet damit auch die Schutzwürdigkeit des Dritten. Weiterhin entfällt der Vertrauensschutz, sobald dem Dritten der Widerruf der Vollmacht durch den Vollmachtgeber zugeht.
Die Schutzwürdigkeit des Dritten für die Fälle der §§ 170–172 BGB entfällt gemäß § 173 BGB, wenn dieser bösgläubig ist. Zudem entfällt dieser Schutz im Fall der Eröffnung eines Insolvenzverfahrens (§ 117 InsO).
Die Regelung in § 174 BGB trägt der Tatsache Rechnung, dass einseitige Rechtsgeschäfte, die durch einen Vertreter ohne Vertretungsmacht vorgenommen werden, grundsätzlich unzulässig sind und räumt dem Geschäftspartner das Recht ein, die Vorlage der Vollmachtsurkunde zu verlangen und das Geschäft unverzüglich zurückzuweisen, sollte der Forderung nicht nachgekommen werden.
- Zu § 174 BGB siehe den Hauptartikel: Zurückweisung einer Willenserklärung wegen Nichtvorlage einer Vollmachtsurkunde (§ 174 BGB)

#### Erlöschen
Sofern vertraglich nichts anderes vereinbart ist, erlischt die Vollmacht in der Regel gemäß § 168 S. 1 BGB mit der Beendigung des Grundverhältnisses, also dem der Vertretung zugrunde liegenden Rechtsverhältnis zwischen Vertreter und Vertretenem. Das kann etwa ein Auftrag oder ein Arbeitsverhältnis sein, in dessen Rahmen der Vertreter tätig war.
Die Vollmacht kann natürlich auch von vornherein befristet (§ 163 BGB) oder unter einer auflösenden Bedingung im Sinne des § 158 II BGB erteilt werden, sodass entweder der Ablauf der Frist oder der Eintritt der Bedingung das Erlöschen der Vollmacht herbeiführt.
Weiterhin kann die Vollmacht durch Widerruf erlöschen (§ 168 S. 2,3 BGB). Der Widerruf ist ebenso wie die Erteilung der Vollmacht ein einseitiges Rechtsgeschäft, wird also durch einseitige empfangsbedürftige Willenserklärung bewirkt. Gemäß § 168 S. 3 BGB sind die Vorschriften des § 167 I BGB anzuwenden, d. h., dass der Vollmachtgeber den Widerruf sowohl dem Bevollmächtigten als auch dem Dritten gegenüber erklären kann. Die Vollmacht erlischt in beiden Fällen. In der Regel ist eine Vollmacht frei widerruflich, da es gegen das Interesse des Vertretenen sprechen würde, wenn er sich z. B. durch eine Person vertreten lassen müsste, die sein Vertrauen nicht mehr genießt. Vertraglich kann jedoch die Unwiderruflichkeit der Vollmacht festgelegt werden. Zudem kann sich ebenfalls aus dem Grundverhältnis ergeben (§ 168 S. 2 BGB), dass auch der Vertreter ein Interesse am Bestehen der Vollmacht hat, sodass sich auch hier eine Unwiderruflichkeit ergibt. Sobald die Unwiderruflichkeit die wirtschaftliche Freiheit des Vertretenen jedoch beschneidet, liegt ein Fall von Sittenwidrigkeit im Sinne des § 138 BGB vor. Liegen allerdings wichtige Gründe vor, so kann auch eine unwiderrufliche Vollmacht ausnahmsweise widerrufen werden.
Im Falle des Todes oder des Eintritts der Geschäftsunfähigkeit des Geschäftsherrn erlischt die Vollmacht im Zweifel nicht, was aus den Regelungen für den Auftrag (§ 672 S. 1, § 675 BGB) geschlossen wird. Tritt jedoch der Tod oder die Geschäftsunfähigkeit des Vertreters ein, so erlischt regelmäßig der Vertrag (vgl. § 673 S. 1 BGB) und damit auch die Vollmacht.

#### Missbrauch der Vertretungsmacht
Vom Vertreter getätigte Geschäfte für den Vertretenen entfalten auch dann Wirkungen, wenn der Vertreter im Rahmen der Vertretungsmacht, aber außerhalb der im Innenverhältnis erteilten Weisungen handelte. Dies dient dem Schutz des Geschäftspartners, der auf Bestand und Umfang der Vollmacht vertraut und von dem grundsätzlich nicht erwartet wird, Nachforschungen über das Innenverhältnis anzustellen. Die Schutzwürdigkeit des Dritten entfällt in zwei Fällen:
- Das Rechtsgeschäft wird von Vertreter und Drittem mit der Prämisse geschlossen, den Vertretenen zu schädigen (sog. Kollusion). In einem solchen Fall ist der Dritte nicht schutzwürdig und das geschlossene Geschäft gemäß § 138 I BGB wegen Sittenwidrigkeit nichtig.[16]
- Der Dritte ist bösgläubig, hat also entweder positive Kenntnis von der Überschreitung der im Innenverhältnis vergebenen Befugnisse oder ebendiese Überschreitung ist so offenkundig, dass er sie hätte kennen müssen.[17]

#### Verbot des Insichgeschäfts
Als Insichgeschäft bezeichnet man ein Rechtsgeschäft, das eine Person mit sich selbst vornimmt, wobei das Gesetz zwei Fälle unterscheidet:
- Das Selbstkontrahieren bezeichnet Geschäfte, die der Vertreter im Namen des Vertretenen mit sich selbst vornimmt.[18]
- Bei der sogenannten Mehrvertretung schließt der Vertreter im Namen des Vertretenen mit sich selbst im Namen eines Dritten ein Geschäft ab.[19]

Grundsätzlich sind Insichgeschäfte gemäß § 181 BGB unwirksam. Allgemein wird jedoch angenommen, dass sie durch den Geschäftsherrn gemäß § 177 BGB genehmigt werden können. Ausnahmsweise sind solche Geschäfte zudem wirksam, wenn die Vornahme gesetzlich gestattet ist, insbesondere weil sie ausschließlich die Erfüllung einer Verbindlichkeit bewirkt.

## Rechtsfolgen der Stellvertretung
Ist eine Vertretung wirksam, wirkt das geschlossene Geschäft unmittelbar für und gegen den Vertretenen. Die Rechtsfolgen der rechtsgeschäftlichen Handlung treffen also nicht den Vertreter, sondern ausschließlich den Geschäftsherrn. Auch Irrtümer des Vertreters im Sinne der §§ 119 ff BGB werden dem Vertretenen zugerechnet (§ 166 I BGB), sodass dieser zur Anfechtung berechtigt ist und nicht derjenige, der die Willenserklärung tatsächlich abgegeben hat.
Fehlt es an einer Voraussetzung für die Wirksamkeit der Stellvertretung, so kann dies verschiedene Folgen haben.
- Ist die Offenkundigkeit der Stellvertretung nicht gewahrt, liegt ein Eigengeschäft des Vertreters vor, da die Anfechtung wegen eines Irrtums in einem solchen Fall gemäß § 164 II BGB ausgeschlossen ist.
- Fehlt hingegen die Vertretungsmacht, so ist das Geschäft im Regelfall zunächst schwebend unwirksam (§ 177 I BGB). Genehmigt der Vertretene das Geschäft nicht, so sind die Regelungen über den Vertreter ohne Vertretungsmacht anzuwenden.
- Anders ist die Rechtslage in Fällen, in denen der Vertreter das Geschäft sowohl im Namen des Vertretenen als auch in eigenem Namen vornimmt; hier treffen die Folgen beide Personen.

Den Vertreter treffen ausnahmsweise Rechtsfolgen aus dem vorgenommenen Geschäft, wenn er sich im vorvertraglichen Verhältnis aus culpa in contrahendo schadensersatzpflichtig macht (§ 311 III iVm § 280 I iVm § 241 II).

## Vertreter ohne Vertretungsmacht (falsus procurator)
Fehlt die Vertretungsmacht oder wird sie im Außenverhältnis überschritten, greifen die Vorschriften der §§ 177 ff BGB.

### Mehrseitige Rechtsgeschäfte
Mehrseitige Rechtsgeschäfte sind zunächst schwebend unwirksam und können vom Geschäftsherrn genehmigt werden (§ 177 I BGB). Der Geschäftsherr kann die Genehmigung sowohl gegenüber seinem Vertreter als auch gegenüber dem Vertragspartner erklären (vgl. § 182 I BGB). Wird die Genehmigung verweigert, so ist der Vertrag endgültig unwirksam.

### Einseitige Rechtsgeschäfte
Grundsätzlich sind einseitige Rechtsgeschäfte, die ein Vertreter ohne Vertretungsmacht vornimmt, gemäß § 180 S. 1 BGB ungültig. Ausnahmsweise können jedoch auch diese Geschäfte vom Vertretenen genehmigt werden (§ 180 S. 2, 3 BGB).

### Rechte des Dritten während der Schwebezeit
Solange bezüglich der Wirksamkeit des Geschäfts noch ein Schwebezustand vorliegt, kann der Dritte gemäß § 178 BGB das Geschäft widerrufen (durch Erklärung gegenüber dem Vertreter oder dem Vertretenen) oder den Geschäftsherrn gemäß § 177 II BGB dazu auffordern, sich ihm gegenüber zur Genehmigung zu äußern. Die Aufforderung hat zur Folge, dass die Erklärung des Geschäftsherrn nun nur noch dem Vertragspartner gegenüber erfolgen kann und eine zweiwöchige Frist einsetzt, nach deren Ablauf die Genehmigung als verweigert gilt. Zudem wird jede Erklärung bezüglich der Genehmigung, die der Geschäftsherr bis zur Aufforderung an seinen Vertreter abgegeben hat, unwirksam, es sei denn, der Dritte hatte Kenntnis von dieser Erklärung.

### Ansprüche des Dritten gegen den Vertreter ohne Vertretungsmacht
Derjenige Dritte, der darauf vertraut hat, dass das Geschäft gültig ist, hat gegen den Vertreter ohne Vertretungsmacht aus § 179 I BGB einen Anspruch auf Erfüllung des Vertrags oder auf Schadensersatz, wobei er zwischen beiden Alternativen wählen kann. Im Rahmen des Schadensersatzes ist der Erfüllungsschaden zu ersetzen.
Ist dem Vertreter bei Geschäftsabschluss nicht bekannt, dass er ohne Vertretungsmacht handelt, so ist er gemäß § 179 II BGB nur zum Ersatz des Vertrauensschadens bis zur Höhe des Erfüllungsschadens verpflichtet.
Die Ansprüche des Dritten entfallen gemäß § 179 III BGB, wenn der Dritte in seinem Vertrauen auf die Wirksamkeit des Geschäfts nicht schützenswert ist. Ein solcher Fall liegt vor, sofern die fehlende Vertretungsmacht dem Dritten bekannt war oder er an dieser den Umständen nach zumindest hätte zweifeln müssen. Ferner ist ein beschränkt geschäftsfähiger Vertreter schutzwürdiger als der Dritte, es sei denn, die Vertretung erfolgte mit Zustimmung der gesetzlichen Vertreter.

## Arten der Vollmachten
Es können verschiedene Arten der rechtsgeschäftlich erteilten Vollmacht unterschieden werden.

### Differenzierung nach dem Umfang der Vollmacht
- Die Generalvollmacht ist eine Vollmacht, die den Vertreter generell, also zur Vornahme aller Geschäfte berechtigt, bei denen eine Vertretung zulässig ist.
- Die Spezialvollmacht bezeichnet eine Vollmacht, die sich auf die Vornahme eines bestimmten Geschäfts beschränkt.
- Die Gattungsvollmacht ermächtigt den Vertreter zur Vornahme all jener Geschäfte, die einer bestimmten Gattung von Geschäften angehören.
- Schließlich existieren typisierte Formen der Vollmacht, deren Umfang gesetzlich festgeschrieben ist, etwa nach Handelsrecht die Prokura (§ 48 HGB) und die Handlungsvollmacht (§ 54 HGB).

### Differenzierung nach dem Kreis der Bevollmächtigten
- Die Einzelvollmacht wird vom Geschäftsherrn an einen alleinigen Bevollmächtigten erteilt.
- Dahingegen werden durch eine Gesamtvollmacht mehrere Bevollmächtigte für nur einen Vertreter zur gemeinsamen Vertretung befugt.

### Differenzierung nach dem Vollmachtgeber
- Die vom Geschäftsherrn an den Bevollmächtigten erteilte Vollmacht wird als Hauptvollmacht bezeichnet.
- Erteilt der Bevollmächtigte nun seinerseits an eine weitere Person eine Vollmacht, nennt man diese Untervollmacht. Der Geschäftsherr muss seinen Vertreter zur Unterbevollmächtigung befugen. Diese Befugnis ist als gegeben anzunehmen, wenn kein erkennbares Interesse des Geschäftsherrn an einer persönlichen Wahrnehmung durch den Bevollmächtigten zu bejahen ist. Hierbei sind zwei Unterfälle zu unterscheiden:
  - Erteilt der Vertreter die Untervollmacht im Namen des Geschäftsherrn, so wirkt diese Vollmacht auch unmittelbar für letzteren.
  - Wird die Untervollmacht aber im eigenen Namen des Vertreters erteilt, so wirkt sie nur mittelbar (nämlich durch den Hauptvertreter) für den Geschäftsherrn.

### Sonderfälle

#### Isolierte Vollmacht
Von einer isolierten Vollmacht spricht man, wenn der Vollmacht eben kein Vertragsverhältnis zugrunde liegt. Es also kein Grundverhältnis, sondern lediglich eine Vollmacht zwischen Vertreter und Vertretenem gibt.

#### Rechtsscheinvollmacht
Weiterhin ist der von der Rechtsprechung entwickelte Fall der Rechtsscheinvollmacht wichtig. Hierbei handelt es sich um solche Fälle, in denen von vornherein weder eine gesetzliche noch eine vertragliche Vollmacht vorliegt, der Dritte, mit dem das Geschäft geschlossen wird, jedoch aufgrund der sich ihm darbietenden Situation annehmen darf, dass eine solche gegeben ist.
Voraussetzungen für die Annahme einer Rechtsscheinvollmacht sind neben dem Fehlen einer tatsächlichen Vollmacht, dass das Vertrauen des Dritten nicht bereits durch die §§ 171 bis 173 BGB geschützt wird und der Vertretene in zurechenbarer Weise einen Rechtsschein gesetzt hat, wobei zwei Varianten zu unterscheiden sind:
- Bei der Anscheinsvollmacht wird verlangt, dass der Vertretene zwar keine Kenntnis vom Handeln des vermeintlichen Vertreters hatte, dies aber bei pflichtgemäßer Sorgfalt hätte erkennen und verhindern können.[24]
- Für die Annahme einer Duldungsvollmacht wird hingegen verlangt, dass der Vertretene Kenntnis vom Handeln des „Vertreters“ hat und dieses duldet.[25]

In beiden Fällen muss der Dritte zudem tatsächlich auf den geschaffenen Rechtsschein vertraut haben und diesen seinem Entschluss, ein Geschäft abzuschließen, zugrunde gelegt haben. Ist das Vertrauen des Dritten ursächlich für das Zustandekommen des Geschäfts gewesen, so ist die Rechtsfolge nach herrschender Meinung, sofern alle anderen Voraussetzungen ebenfalls vorliegen, dass eine Vertretungsmacht angenommen wird.

## Abgrenzungen

### Realakte
Bei Realakten handelt es sich nicht um Rechtsgeschäfte, sodass eine Stellvertretung nicht möglich ist.

### Geschäftsähnliche Handlungen
Geschäftsähnliche Handlungen sind solche Handlungen, die keine Willenserklärungen sind, diesen aber sehr nahestehen, da sie regelmäßig auf das Setzen einer Rechtsfolge gerichtet sind. Hier sind die Regeln für Stellvertretung dementsprechend analog anwendbar.

### Botenschaft
|           | Unbewusst falsche Übermittlung                                                                             | Bewusst falsche Übermittlung                                                                               |
| --------- | --- | --- |
| Bote      | Geschäftsherr ist an falsche Erklärung gebunden, kann aber anfechten (Anfechtungsgrund des § 120 BGB)      | Willenserklärung ist für Geschäftsherrn unverbindlich                                                      |
| Vertreter | § 166 I BGB: Irrtum muss in der Person des Vertreters vorliegen, da er eine eigene Willenserklärung abgibt | § 166 I BGB: Irrtum muss in der Person des Vertreters vorliegen, da er eine eigene Willenserklärung abgibt |

Gibt ein Bote die Willenserklärung eines anderen ab, so handelt es sich hierbei nicht um eine Stellvertretung. Die Stellvertretung erfordert die Abgabe einer eigenen Willenserklärung, der Bote aber übermittelt lediglich eine fremde, bereits von einem andern abgegebene Willenserklärung zum Zwecke des Zugangs beim Adressaten. Dies hat u. a. zur Folge, dass der Bote z. B. nicht geschäftsfähig sein muss, da es sich bei der schlichten Übermittlung nicht um ein Rechtsgeschäft handelt. Weitere Folgen sind im Bereich der fehlerhaften Übermittlung sowie bei Empfang und Zugang einer Willenserklärung, aber auch in weiteren Bereichen zu finden.

### Handeln unter fremdem Namen
Spricht man von „Handeln unter fremdem Namen“, so sind solche Fälle gemeint, in denen der Handelnde lediglich einen fremden Namen benutzt, ohne in irgendeiner Weise für den wahren Träger dieses Namens vertretungsbefugt zu sein. Ob und gegen wen ein auf diese Weise abgeschlossenes Geschäft wirkt, hängt entscheidend davon ab, wie der Erklärungsempfänger die Erklärung des Handelnden verstehen durfte.
Ein Eigengeschäft des Handelnden liegt vor, wenn dieser das Geschäft für sich selbst abschließen will und sein Geschäftspartner das auch so versteht (Namenstäuschung).
Ein Fremdgeschäft für den wahren Namensträger liegt hingegen vor, wenn es dem Vertragspartner darauf ankommt, das Geschäft mit eben jener Person, die der Handelnde zu sein vorgibt, abzuschließen (Identitätstäuschung). Dieses Fremdgeschäft entfaltet Wirkungen für und gegen den wahren Namensträger nur dann, wenn er es analog gemäß § 177 BGB genehmigt oder sich gemäß den Grundsätzen der Duldungs- und Anscheinsvollmacht das Geschäft zurechnen lassen muss. Andernfalls kann der getäuschte Geschäftspartner sich nur an den Handelnden halten, wobei die Regelungen über den Vertreter ohne Vertretungsmacht entsprechend anzuwenden sind.

### Mittelbare Stellvertretung
Handelt jemand rechtsgeschäftlich in eigenem Namen, aber mit der Absicht, einen anderen zu vertreten, so spricht man von mittelbarer Stellvertretung. Dies ist eine irreführende Bezeichnung, da es sich hierbei nicht um eine Stellvertretung handelt: Denjenigen, der das Geschäft in eigenem Namen vornimmt, treffen dessen Rechtsfolgen, während der vermeintlich Vertretene in keine rechtliche Beziehung mit dem Dritten tritt. Fälle der mittelbaren Stellvertretung sind etwa der Kommissionsverkauf nach § 383 I HGB und die fiduziarische Treuhand.

### Wissensvertreter
Der Wissensvertreter wird im Hinblick auf die Kenntnis bestimmter anspruchgsbegründender Umstände, etwa von der Mangelhaftigkeit einer Kaufsache, dem rechtsgeschäftlichen Vertreter gleichgestellt. Sein Wissen wird dem Geschäftsherrn analog § 166 BGB zugerechnet.
|                              | Anwendung der §§ 164 ff BGB                                                      | Grund                                                                                    |
| ---------------------------- | -------------------------------------------------------------------------------- | ---------------------------------------------------------------------------------------- |
| Realakte                     | Nein: keine Stellvertretung                                                      | keine Rechtsgeschäfte                                                                    |
| Geschäftsähnliche Handlungen | Ja: analoge Anwendung                                                            | keine Rechtsgeschäfte, aber diesen sehr ähnlich, da beide eine Willensäußerung enthalten |
| Botenschaft                  | Nein: keine Stellvertretung                                                      | keine eigene Willenserklärung                                                            |
| Handeln unter fremdem Namen  | grundsätzlich keine Stellvertretung, aber Genehmigung durch Namensträger möglich | Vertretungsmacht fehlt                                                                   |
| Mittelbare Stellvertretung   | Nein: keine Stellvertretung                                                      | kein Handeln in fremdem Namen, lediglich im Interesse eines anderen                      |
| Wissensvertreter             | § 166 BGB analog                                                                 | wird wie ein Vertreter für den Geschäftsherrn tätig                                      |

## Vertiefende Literatur
- Hans Brox, Wolf-Dietrich Walker: Allgemeiner Teil des BGB. Verlag Franz Vahlen. 36. Auflage. München. 2012, ISBN 978-3-8006-3976-2 (Rn. 508–607).
- Stefan Klingbeil, Stellvertretung als allgemeines Rechtsinstitut – Zu Theorie, Dogmatik und Reichweite des Repräsentationsprinzips. In: Zeitschrift für die gesamte Privatrechtswissenschaft 2020, S. 150–188.
- Johannes Wertenbruch: BGB Allgemeiner Teil. Verlag C.H. Beck. 2. Auflage. München. 2012, ISBN 978-3-406-63812-1 (8. Kapitel).
- Achim Bönninghaus: Rechtsgeschäftslehre II. Allgemeine Wirksamkeitsvoraussetzungen von Rechtsgeschäften. 2008. Verlag C. F. Müller, Verlagsgruppe Hüthig Jehle Rehm GmbH. Heidelberg, München, Landsberg, Berlin, ISBN 978-3-8114-7011-8 (2. Teil A. Rn. 13–47 und 3. Teil A. Rn. 87–89).
- Helmut Köhler: BGB Allgemeiner Teil. 36. Auflage. Verlag C. H. Beck. München. 2012, ISBN 978-3-406-63798-8 (2. Kapitel, § 11).
- Roy Dörnhofer: Das Geschäft für den, den es angeht, juraexamen.info (abgerufen am 3. Juli 2017).